# Superior Defender Gundam Force
Superior Defender Gundam Force (SDガンダムフォース?, Esudī Gandamu Fōsu) è una serie televisiva anime giapponese creata da Yūichi Abe in stile super deformed. Si tratta di una coproduzione nippo-americana, inizialmente trasmessa su Adult Swim negli Stati Uniti per ventisei episodi, ed in seguito su TV Tokyo in Giappone per cinquantadue episodi, diventando la più lunga serie di Gundam mai realizzata.
Ciò nonostante, SD Gundam Force è stata la serie del franchise meno seguita in Giappone, con una media di share del 2.1% per tutto il corso delle trasmissioni, battendo il precedente record negativo di Kidō shin seiki Gundam X.

## Trama
La storia è ambientata nella futuristica città di Neotopia, un posto pacifico e felice dove gli umani ed i robot coesistono tranquillamente, fino a che non arriva il Dark Axis, una potenza malvagia proveniente da un'altra dimensione.
Conscia che Dark Axis sta arrivando, Neotopia fonda il corpo di difesa segreto Super Dimensional Guard per combattere gli invasori, tenendo il conflitto segreto alla popolazione. Un ragazzino chiamato Shute rimane casualmente coinvolto nel primo combattimento fra il Dark Axis ed il Mecha in forze al SDG, chiamato Captain Gundam (Rx-78-2 Gundam). L'amicizia fra Shute e Captain è fondamentale nell'attivazione del Soul Drive, la misteriosa fonte del potere che rappresenta la principale chance di vittoria contro i Dark Axis.
Con il progredire degli episodi altri Gundam da altre dimensioni arriveranno in supporto di Neotopia, come Zero (XXXG-00W0 Wing Zero Gundam) e Bakunetsumaru(GF13-017NJ Shining Gundam). Tuttavia la battaglia si espanderà da Neotopia alle dimensioni di Lacroa ed Ark, fino ad arrivare al confronto finale con il capo supremo del Dark Axis, il generale Zeong.

## Colonna sonora
Sigle di apertura
1. Sunrise cantata da Puffy (ep. 1-13)
2. Love & Peace cantata da little by little (ep. 14-26)
3. Taiyou Ni Kogarete (Yearn For The Sun) cantata da Harebare (ep. 27-52)

Sigle di chiusura
1. Shinjiru Chikara cantata da Whiteberry (ep. 1-13)
2. Kokoro Odoru (Dancing Heart) cantata da nobodyknows+ (ep. 14-26)
3. Kimi To Boku (You And I) cantata da I WiSH (ep. 27-38)
4. Koishikute... (I Miss You...) cantata da Les.R (ep. 39-52)

## Episodi
| Nº | Titolo inglese Giapponese 「Kanji」 - Rōmaji                                                                                | In onda           | In onda           |
| Nº | Titolo inglese Giapponese 「Kanji」 - Rōmaji                                                                                | Giapponese        | Stati Uniti       |
| 1  | His Name is Captain 「その名はキャプテン」 - sono mei ha kyaputen                                                           | 7 gennaio 2004    | 1º settembre 2003 |
| 2  | Soul Drive, Activate! 「輝け！ソウルドライブ」 - kagayake! sōrudoraibu                                                      | 14 gennaio 2004   | 2 settembre 2003  |
| 3  | Zero, the Flying Knight 「天駆ける騎士（ナイト） ゼロ」 - ten kake ru kishi (naito) zero                                    | 21 gennaio 2004   | 3 settembre 2003  |
| 4  | Attack the Enemy Musai! 「敵のムサイ艦を叩け！」 - teki no musai kan wo tatake!                                             | 28 gennaio 2004   | 4 settembre 2003  |
| 5  | Gundam Force, Team Up! 「結成！ガンダムフォース」 - kessei! gandamufosu                                                     | 4 febbraio 2004   | 5 settembre 2003  |
| 6  | The Blazing Samurai Comes to Neotopia 「炎の武者、ネオトピアを征（ゆ）く」 - honoo no musha, neotopia wo sei (yu) ku        | 11 febbraio 2004  | 8 settembre 2003  |
| 7  | Go! Gunbike! 「激走！ガンバイカー！」 - gekisō! ganbaika!                                                                   | 18 febbraio 2004  | 9 settembre 2003  |
| 8  | A Princess, A Cake, and the Winged Knight 「姫とケーキと翼の騎士（ナイト）」 - hime to keki to tsubasa no kishi (naito)     | 25 febbraio 2004  | 10 settembre 2003 |
| 9  | Bakunetsumaru's Struggle 「爆熱丸奮闘記」 - baku netsu maru funtōki                                                         | 3 marzo 2004      | 11 settembre 2003 |
| 10 | Gundam Force Triple Attack! 「必殺！トリプルアタック！」 - hissatsu! toripuruatakku!                                        | 10 marzo 2004     | 12 settembre 2003 |
| 11 | The Mystery of LaCroix Pt 1: Arrival 「迷宮のラクロア・前編」 - meikyū no rakuroa. zenpen                                   | 17 marzo 2004     | 15 settembre 2003 |
| 12 | The Mystery of LaCroix Pt 2: Trapped 「迷宮のラクロア・中編」 - meikyū no rakuroa. chūhen                                   | 24 marzo 2004     | 16 settembre 2003 |
| 13 | The Mystery of LaCroix Pt 3: Return 「迷宮のラクロア・後編」 - meikyū no rakuroa. kōhen                                     | 31 marzo 2004     | 17 settembre 2003 |
| 14 | Under Cover Mission! Learn the Gundam Force's Secrets! 「ガンダムフォースの秘密にせまれ」 - gandamufosu no himitsu nisemare | 7 aprile 2004     | 18 settembre 2003 |
| 15 | March Wing: GunEagle 「音速の翼 ガンイーグル！」 - onsoku no tsubasa gan'iguru!                                             | 14 aprile 2004    | 19 settembre 2003 |
| 16 | Masters of the Deep Sea: GunDivers! 「深海の覇者 ガンダイバー！」 - shinkai no hasha gandaiba!                              | 21 aprile 2004    | 22 settembre 2003 |
| 17 | Ashuramaru: The Old Rival Returns 「新たな刺客、その名は阿修羅丸」 - arata na shikaku, sono mei ha ashura maru              | 28 aprile 2004    | 23 settembre 2003 |
| 18 | Fly, Captain! The SDG Base Hangs by a Thread! 「S.D.G.基地 危機一髪！」 - S.D.G. kichi kikiippatsu!                         | 5 maggio 2004     | 24 settembre 2003 |
| 19 | Showdown! Bakunetsumaru vs. Ashuramaru 「決闘！爆熱丸対阿修羅丸」 - kettō! baku netsu maru tsui ashura maru                 | 12 maggio 2004    | 25 settembre 2003 |
| 20 | Fenn's Disaster 「フェンの災難」 - fen no sainan                                                                            | 19 maggio 2004    | 26 settembre 2003 |
| 21 | Awakening! Feather Dragon 「覚醒！フェザードラゴン」 - kakusei! fezadoragon                                                 | 26 maggio 2004    | 29 settembre 2003 |
| 22 | Attack of the Big-Zam 「ビグ・ザム強襲」 - bigu. zamu kyōshū                                                                | 2 giugno 2004     | 30 settembre 2003 |
| 23 | Fire Up! Captain System 「発動！キャプテンシステム」 - hatsudō! kyaputenshisutemu                                           | 9 giugno 2004     | 1º ottobre 2003   |
| 24 | Trouble! Stolen Soul Drive 「ピンチ！ソウルドライブ強奪」 - pinchi! sōrudoraibu gōdatsu                                     | 16 giugno 2004    | 2 ottobre 2003    |
| 25 | Neotopia's Moment of Truth 「ネオトピア最大の危機」 - neotopia saidai no kiki                                               | 23 giugno 2004    | 3 ottobre 2003    |
| 26 | The Final Battle! Commander vs. Captain 「決戦！コマンダー対キャプテン」 - kessen! komanda tsui kyaputen                    | 30 giugno 2004    | 6 ottobre 2003    |
| 27 | 「突入！ダークアクシズ」 - totsunyū! dakuakushizu                                                                           | 7 luglio 2004     |                   |
| 28 | 「三つの道」 - mittsu no michi                                                                                              | 14 luglio 2004    |                   |
| 29 | 「必殺技封印！？ミノフス境海の脅威」 - hissatsuwaza fūin!? minofusu sakai umi no kyōi                                       | 21 luglio 2004    |                   |
| 30 | 「復活！俺たちが主役だ!?」 - fukkatsu! ore tachiga shuyaku da!?                                                             | 28 luglio 2004    |                   |
| 31 | 「魔剣エピオン」 - maken epion                                                                                              | 4 agosto 2004     |                   |
| 32 | 「エピオン強襲！」 - epion kyōshū!                                                                                          | 11 agosto 2004    |                   |
| 33 | 「奪還！呪われしラクロア姫」 - dakkan! norowa reshi rakuroa hime                                                            | 18 agosto 2004    |                   |
| 34 | 「黒き衣のラクロア姫」 - kuroki koromo no rakuroa hime                                                                      | 25 agosto 2004    |                   |
| 35 | 「天下一等！元気丸～っ！の巻」 - tenka ittō! genki maru ~ tsu! no kan                                                       | 1º settembre 2004 |                   |
| 36 | 「おにぎりと英知の園」 - onigirito eichi no sono                                                                            | 8 settembre 2004  |                   |
| 37 | 「激突！闇のデスサイズ」 - gekitotsu! yami no desusaizu                                                                     | 15 settembre 2004 |                   |
| 38 | 「リリ姫、復活！」 - riri hime, fukkatsu!                                                                                   | 22 settembre 2004 |                   |
| 39 | 「ガーベラの呼び声」 - gabera no yobigoe                                                                                    | 29 settembre 2004 |                   |
| 40 | 「騎馬王丸、襲来！」 - kiba ō maru, shūrai!                                                                                 | 6 ottobre 2004    |                   |
| 41 | 「囚われたシュウトとリリ」 - torawa reta shūto to riri                                                                      | 13 ottobre 2004   |                   |
| 42 | 「戦乱の天宮」 - senran no tengū                                                                                            | 20 ottobre 2004   |                   |
| 43 | 「究極の一手！騎馬王丸対シュウト」 - kyūkyoku no itte! kiba ō maru tsui shūto                                               | 27 ottobre 2004   |                   |
| 44 | 「爆心丸、炎上!!」 - bakushin maru, enjō!!                                                                                  | 3 novembre 2004   |                   |
| 45 | 「ガンダムフォース集合!!」 - gandamufosu shūgō!!                                                                            | 10 novembre 2004  |                   |
| 46 | 「虚武羅丸の涙」 - kyo takeshi ra maru no namida                                                                            | 17 novembre 2004  |                   |
| 47 | 「起動！武者大神将」 - kidō! musha daijin shō                                                                               | 24 novembre 2004  |                   |
| 48 | 「炎の天地城、元気丸の叫び！」 - honoo no tenchi shiro, genki maru no sakebi!                                               | 1º dicembre 2004  |                   |
| 49 | 「破滅への序曲、ガーベラの正体」 - hametsu heno jokyoku, gabera no shōtai                                                   | 8 dicembre 2004   |                   |
| 50 | 「世界消失!?ジェネラルの脅威」 - sekai shōshitsu!? jieneraru no kyōi                                                        | 15 dicembre 2004  |                   |
| 51 | 「大決戦！ジェネラルvsみんな」 - dai kessen! jieneraru vs minna                                                             | 22 dicembre 2004  |                   |
| 52 | 「帰り道」 - kaerimichi | 29 dicembre 2004  |                   |